# One in a Million (Breather)
One in a Million är ett musikalbum från 2001 av den svenska rockgruppen Breather. Albumet släpptes den 9 april 2001 på skivbolaget A West Side Fabrication.

## Låtlista
1. "Stuck on You"
2. "Things I Do"
3. "Part of It"
4. "Wish"
5. "Sunday, Monday, Tuesday"
6. "Letting You Know"
7. "Final Call"
8. "Freak Me Out"
9. "Home"
10. "One in a Million"
11. "Computers in the Sand"
12. "Mine"